# Hedvig Eleonora församling
Hedvig Eleonora församling är en församling i Östermalms kontrakt i Stockholms stift. Församlingen ligger i Stockholms kommun i Stockholms län. Församlingen utgör ett eget pastorat.
Församlingen ligger i Stockholms innerstad inom stadsdelen Östermalm.

## Administrativ historik
Församlingen bildades 17 april 1672 genom en utbrytning ur Holmkyrkans församling. Fram till 1737 benämndes församlingen även  Ladugårdslands församling och har även kallats Östermalms församling. Ur församlingen utbröts 1724 Borgerskapets änkhus församling' och 1749 Hedvig Eleonora fattighus församling. 1819 utbröts Djurgårdens landsförsamling som återgick 1868. 1879 införlivades Allmänna institutet å Manilla för dövstumma och blinda församling som 1864 brutits ut ur Djurgårdens landsförsamling. 1 maj 1906 utbröts Engelbrekts och Oscars församlingar.
Församlingen har utgjort och utgör ett eget pastorat med undantag av perioden från 1819 till 1868 då den var moderförsamling i pastoratet Hedvig Eleonora och Djurgårdens landsförsamling.

## Areal
Hedvig Eleonora församling omfattade den 1 januari 1976 en areal av 0,6 kvadratkilometer, varav 0,6 kvadratkilometer land.

## Kyrkor
- Hedvig Eleonora kyrka.

## Kyrkoherdar i Hedvig Eleonora församling

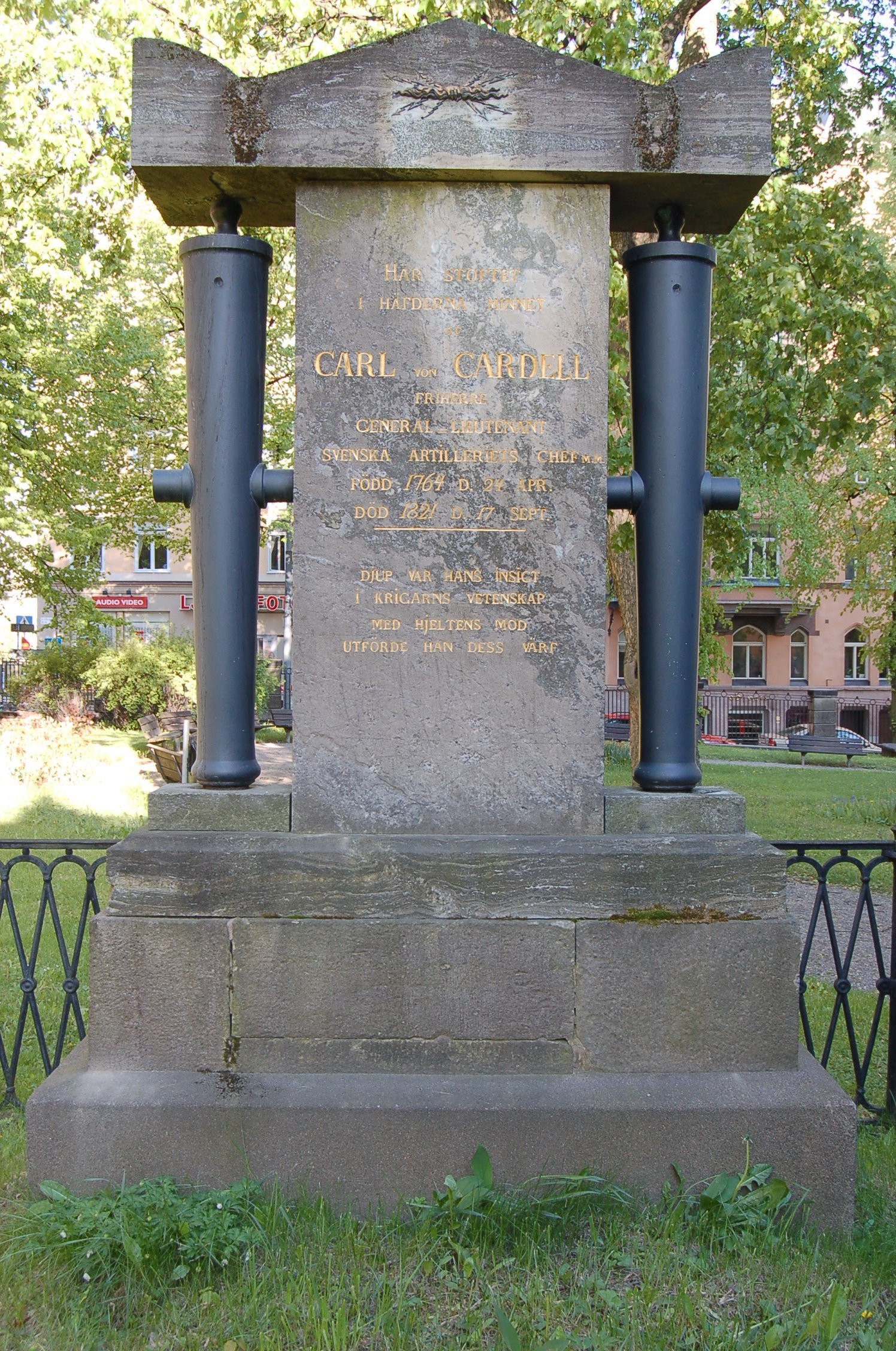
Gravsten: Carl von Cardell.

| Ämbetstid | Namn                        | Levnadstid | Övrigt                                          |
| --------- | --------------------------- | ---------- | ----------------------------------------------- |
| 1674–1697 | Jonas Gravander             | 1636–1697  |                                                 |
| 1697–1709 | Abraham Alcinius            | 1642–1709  |                                                 |
| 1711–1715 | Georg Wallberg              | 1670–1715  |                                                 |
| 1716–1728 | Johannes Holm               | –1728      |                                                 |
| 1729–1731 | Michael Hermonius           | 1680–1749  | Senare kyrkoherde i Maria Magdalena församling. |
| 1731–1738 | Olof Hökerstedt             | 1691–1746  | Senare kyrkoherde i Katarina församling.        |
| 1738–1757 | Johan Göstaf Hallman        | 1701–1757  |                                                 |
| 1758–1766 | Anders Carl Rutström        | 1721–1772  |                                                 |
| 1767–1777 | Johan Stenbeck              | 1715–1777  |                                                 |
| 1779–1791 | Olof Eneroth                | 1744–1808  | Senare kyrkoherde i Gävle församling.           |
| 1791–1802 | Bengt Jungblad              | 1749–1834  | Senare kyrkoherde i Sorunda församling.         |
| 1802–1820 | Lars Peter Widing           | 1752–1820  |                                                 |
| 1822–1852 | Mårten Christoffer Bergvall | 1782–1852  |                                                 |
| 1853–1881 | Peter Lindstén              | 1805–1881  |                                                 |
| 1883–1885 | Ernst Julius Östrand        | 1844–1885  |                                                 |
| 1888–1908 | Oskar Lagerström            | 1844–1908  |                                                 |
| 1910–1933 | Josef Källander             | 1861–1934  |                                                 |
| 1934–1964 | Erik Bergman                | 1886–1970  |                                                 |
| 1964–1977 | Hans Åkerhielm af Blombacka | 1908–2003  | Kontraktsprost.                                 |
| 1977–1987 | Erik Albertson              | 1919–2000  |                                                 |
| 1987–1998 | Arne Broberg                | 1932–2004  |                                                 |
| 1998–2006 | Olof Sjöholm                | f. 1940    |                                                 |
| 2006–2008 | Cecilia Melder              |            |                                                 |
| 2008–     | Sven Milltoft               | 1965–      | Kontraktsprost.                                 |

### Förstekomministrar
| Ämbetstid | Namn                          | Levnadstid | Övrigt                                              |
| --------- | ----------------------------- | ---------- | --------------------------------------------------- |
| 1697–1722 | Sven Jonæ Eneroth             | –1722      |                                                     |
| 1723–1730 | Nils Buske                    | 1686–1755  | Senare komminister i Nikolai församling, Stockholm. |
| 1730–1738 | Johan Göstaf Hallman          | 1701–1757  | Senare kyrkoherde i församlingen.                   |
| 1740–1749 | Erik Liungdahl                | 1705–1749  |                                                     |
| 1750–1761 | Peter Murbeck                 | 1708–1766  | Senare kyrkoherde i Fridlevstads församling.        |
| 1763–1776 | Carl Johan Pratenius          | 1714–1776  |                                                     |
| 1777–1782 | Pehr Henric Groth             | 1738–1820  | Senare kyrkoherde i Svärdsjö församling.            |
| 1782–1787 | Abraham Soilander             | 1752–1828  | Senare kyrkoherde i Hacksta församling.             |
| 1788–1802 | Lars Peter Widing             | 1752–1820  | Senare kyrkoherde i församlingen.                   |
| 1803–1807 | Per Friman                    | 1770–1850  | Senare kyrkoherde i Kyrkefalla församling.          |
| 1807–1811 | Daniel Gustaf Stillmark       | 1763–1841  | Senare kyrkoherde i Delsbo församling.              |
| 1811–1816 | Eric Lorentz Flodin           | 1775–1827  | Senare komminister i Klara församling.              |
| 1817–1824 | Anders Scherdin               | 1785–1848  | Senare kyrkoherde i Söderala församling.            |
| 1825–1832 | Carl Fredric Dahlgren         | 1791–1844  | Senare komminister i Nikolai församling, Stockholm. |
| 1832–1833 | Per Gabriel Sandin            | 1799–1833  |                                                     |
| 1836–1846 | Johan Olai                    | 1804–1865  | Senare kyrkoherde i Västra Eds församling.          |
| 1847–1857 | Gustaf Adolph von Haugwitz    | 1807–1867  | Senare kyrkoherde i Skövde församling.              |
| 1857–1866 | Artur Eijvin Anshelm Afzelius | 1816–1900  | Senare kyrkoherde i Katarina församling.            |
| 1866–1868 | Ferdinand Alexander Lönner    | 1822–1868  |                                                     |
| 1868–1890 | Frans Theodor Ehrling         | 1826–1890  |                                                     |
| 1893–1911 | Anders Leuwgren               | 1844–1911  |                                                     |
| 1913–1925 | Jonathan Kihlgren             | 1865–1925  |                                                     |
| 1927–     | Erik Thorwald Arborelius      | 1883–1974  |                                                     |
| 1964–     | Allan Alvestrand              | 1910–      | [ 5 ]                                               |

### Andrekomministrar
| Ämbetstid | Namn                 | Levnadstid | Övrigt                                       |
| --------- | -------------------- | ---------- | -------------------------------------------- |
| 1731–1754 | Olaus Jonæ Ekman     | –1754      |                                              |
| 1756–1772 | Anders Berghult      | 1712–1792  | Senare kyrkoherde i Södra Mellby församling. |
| 1773–1786 | Johan Wastenius      | 1733–1787  | Senare kyrkoherde i Söderbärke församling.   |
| 1786–1792 | Carl Gustaf Hedin    | 1748–1806  | Senare kyrkoherde i Lillkyrka församling.    |
| 1792–1804 | Gustaf Broström      | 1754–1811  | Senare kyrkoherde i Söderala församling.     |
| 1804–1809 | Johan Uddén          | 1763–1816  | Senare kyrkoherde i Söderhamns församling.   |
| 1810–1819 | Johan Carl Tollesson | 1778–1819  |                                              |
| 1822–1830 | Pehr Rosén           | 1787–1869  | Senare kyrkoherde i Bälinge församling.      |
| 1830–1837 | Nils Salén           | 1798–1881  | Senare kyrkoherde i Sundsvalls församling.   |
| 1838–1853 | Peter Lindstén       | 1805–1881  | Senare kyrkoherde i församlingen.            |
| 1854–1865 | Nimrod Frunck        | 1812–1865  |                                              |
| 1869–1882 | Jonas Widén          | 1829–1885  | Senare kyrkoherde i Vintrosa församling.     |
| 1883–1888 | Oskar Lagerström     | 1844–1908  | Senare kyrkoherde i församlingen.            |
| 1888–1906 | Theodor Carlson      | 1841–1911  | Senare komminister i Oscars församling.      |

### Tredje
| Ämbetstid | Namn                          | Levnadstid | Övrigt |
| --------- | ----------------------------- | ---------- | ------ |
| 1925–1937 | Elis Philip Schröderheim      | 1863–1937  |        |
| 1938–     | Simon Arthur Gabriel Skoglund | 1899–      |        |

## Musiker i Hedvig Eleonora församling
| År           | Namn                  | Levnadsår | Övrigt |
| ------------ | --------------------- | --------- | --- |
| 1737–1763    | Lars Kinström         | 1710–1763 | Organist (1710 14/8 Risinge–1763 5/12 Hedvig Eleonora); 1736–1737 domkyrkoorganist i Strängnäs, utsågs 1741 till domkyrkoorganist i Åbo men tillträdde aldrig tjänsten utan kvarstannade i Hedvig Eleonora, var också instrumentmakare, klavikord- och orgelbyggare |
| 1737         | Abraham Biörck        | –1743     | vik [interims-] organist (död 1743); 1730–1734 domkyrkoorganist i Åbo, 1738–1743 domkyrkoorganist i Uppsala |
| 1763–1784    | Matthias Lundbom      | 1740–1784 | Organist, systerson till Kinström (1740 7/2 Risinge–1784 23/5 Hedvig Eleonora); finns angiven i mantalslängd 1760 som lärgosse hos morbrodern Lars Kinström, övertog såväl organistsysslan i församlingen som instrumentmakeriet                                    |
| 1788–        | Jacob Winroth         | 1765–1845 | organist (1765 13/10 Vingåker–1845 23/10); kammarrättsråd, från 1791 ledamot av Kungliga Musikaliska Akademien |
|              | Johan Peter Ericsson  | 1806-1853 | Organist |
| 1854–1857    | Jacob Niclas Ahlström | 1805–1857 | organist (1805 5/6 Visby–1857 14/5 Stockholm); 1832–1842 domkyrkoorganist i Västerås, från 1857 ledamot av Kungliga Musikaliska Akademien |
| 1892–1926    | John Morén            | 1854–1932 | klockare, körledare och kantor. |
| –1904–       | H. Petersson          |           | organist |
| 1906–1946(?) | G A Ericson           |           | |
| 1907–1929    | Oscar Blom            | 1877–1930 | Organist. |
|              | Otto Olsson           |           | Organist |
| 1930–1966    | Erik Erling           | 1894–1966 | Organist. |
| 1946–1976    | Valdemar Söderholm    | 1909–1990 | organist och körledare |
| 1976–1992    | Karl Göran Ehntorp    | 1948–2010 | organist och körledare |
| 1966–2001    | Torvald Torén         | 1945–2001 | organist |
| 2003–2006    | Mattias Wager         | 1967–     | organist |
| 2005–2012    | Anna Pihl-Linden      | 1957–     | organist och körledare |

Nu aktiva:
- 1992– : Pär Fridberg, organist och körledare (född 1960)
- 2006– : Ulf Norberg, organist och körledare (född 1977)
- 2012–: Ulrika Mjörndal, organist och körledare (född 1974)